# EuroFighter (Zoosafari)
EuroFighter in Zoosafari Fasanolandia (Fasano, Apulien, Italien) ist eine Stahlachterbahn vom Modell Euro-Fighter des Herstellers Gerstlauer Amusement Rides, die am 6. August 2011 eröffnet wurde.
Die 400 m lange Strecke erreicht eine Höhe von 25 m und besitzt neben einem maximalen Gefälle von 97° über drei Inversionen: einen Looping, einen Cutback, sowie einer Heartline-Roll.

## Wagen
In den einzelnen Wagen können acht Personen (zwei Reihen à vier Personen) Platz nehmen.